# Villa située 28 rue Kosovska à Aleksinac
La villa située 28 rue Kosovska à Aleksinac (en serbe cyrillique : Градска вила у Ул. Косовској 28 у Алексинцу ; en serbe latin : Gradska vila u Ul. Kosovskoj 28 u Aleksincu) se trouve à Aleksinac et dans le district de Nišava, en Serbie. Elle est inscrite sur la liste des monuments culturels protégés de la république de Serbie (identifiant no SK 855),,.

## Présentation
La villa a été construite en 1924.